# Erigorgus scitulus
Erigorgus scitulus là một loài tò vò trong họ Ichneumonidae.